# Giles Stille
Giles Kevin Stille, född 10 november 1958 i Westminster, England, är en engelsk före detta fotbollsspelare och idag fotbollstränare. Han var 2003–2005 och 2009–2012 hjälptränare i Kalmar FF i Allsvenskan.

## Karriär
Stille har bott i Sverige sedan sent 1980-tal och har som tränare varit verksam sedan 1993. Hans första klubb som huvudtränare var IK Tord där han gjorde succé direkt då laget vann division 3 överlägset. Under sin tränarkarriär har han tränat klubbar som Jönköpings Södra, Husqvarna FF och Kalmar FF.
Stille var 2007 tränare för Superettanklubben Östers IF. Då Öster ramlade ur serien istället för att vinna serien blev Stille entledigad under säsongen.
Stille var hjälptränare i Kalmar FF 2009–2012, hans kontrakt förnyades inte på grund av höga lönekrav och tidigare kontraktsvillkor att flytta till Kalmar inte uppfyllts.
2013–2015 var han tränare för Husqvarna FF och FC Linköping City i lägre divisioner.
Den 4 mars 2019 offentliggjorde den kinesiska laget Zhejiang Yiteng Stille som ny tränare.
Under sin aktiva karriär som spelare i England spelade Stille i Kingstonian, Brighton & Hove Albion och Crawley Town. Hans position var mittfältare. Stille tvingades avsluta sin spelarkarriär 1984 på grund av skador; han led även av diabetes och kroniska ryggproblem.

## Meriter
- Vinnare av division 4 som tränare med Jönköping Södra IF 1998
- Vinnare av division 3 som tränare med J-Södra 1999
- Vinnare av division 2 som tränare med Husqvarna FF 2002
- Vinnare av Superettan som assisterande tränare med Kalmar FF 2003